# Bernard Faure (acteur)
Pour les articles homonymes, voir Bernard Faure et Faure.
Bernard Faure, né le 23 novembre 1929 à Houilles,, et mort le 30 septembre 2016, à Bruxelles, est un comédien franco-belge d'origine bretonne, installé à Bruxelles, connu pour ses caméras cachées.

## Biographie
Bernard Faure est de la même génération que Jean-Paul Belmondo et Jean-Pierre Marielle avec qui il a fait ses études. En sortant de sa formation, il arrive en Belgique en 1956 et contacte le théâtre du Gymnase à Liège car il a appris que celui-ci changeait de représentation toutes les semaines. Il a dit : « Je ne pensais y rester qu'un ou deux ans mais je suis tombé sur ma femme », belge de surcroît. Ensuite, ce fut l'aventure de la RTB. Il a présenté plusieurs émissions de la télévision belge telles que Zygomaticorama, le Tatayet Show ou Bon week-end.
Il est connu en Belgique sous le surnom de « Monsieur Zygo » en référence à l'émission Zygomaticorama. Monsieur Zygo est célèbre pour ses nombreuses caméras cachées, tournées entre 1968 et 1994 (plus de 250 en tout). Il raconte que « à la fin, cela devenait très difficile : les gens me reconnaissaient uniquement à la voix. Et quand j'allais chercher mes enfants à l'école, les gens me regardaient en attendant quel serait le gag. »
L'une d'entre elles a été tournée dans un train fantôme, à la foire de Liège, en 1988.
Il y effrayait les visiteurs, maquillé en vampire.
Il a signé en 2005 la préface du livre La Foire autrefois qui relate d'ailleurs cette anecdote.

## Émissions de télévision (sélection)
- À vos marques
- Feu vert !
- Bon week-end
- Zygomaticorama
- Monsieur Zygo
- Tatayet Show
- Mais où est donc la caméra ?

## Filmographie (sélection)
- Zware jongens (1984)
- Blueberry Hill : A Love Story from the Fifties (1989)

## Doublage

### Cinéma

#### Films d'animation
- 1968[7] : Horus, prince du Soleil : le père de Horus
- 1980[8] : Phénix, l'oiseau de feu : Lord Eat
- 1992 : Fatal Fury : Legend of the Hungry Wolf : Tung Fu Rue
- 1993 : Fatal Fury 2: The New Battle : Tung Fu Rue
- 1994 : Fatal Fury: The Motion Picture : M. Sang
- 1997 : Joyeux Noël, petit Moonky ![9] : ?
- 1999 : Pokémon 2 : Le pouvoir est en toi : Tobias
- 2001 : Le Noël magique de Franklin : M. Hibou

### Télévision

#### Séries d'animation
- 1997-1998[10] : Les Enquêtes de Kindaichi : M. Redrum
- 1997-2004 : Franklin : M. Hibou
- 2000 : Les Cochons d'à-côté : voix additionnelles
- 2001 : Anne des pignons verts[11] : Matthieu
- 2002-2003 : Saint Seiya : Chapitre Hadès - Le Sanctuaire : Dohko vieux (OAV)
- 2002-2003 : Lapitch, le petit cordonnier : ?
- 2003 : En selle, chevaliers ! : ?
- 2003-2004 : La Famille Berenstain : Grand-père Ours
- 2004 : Les Conquêtes de Tosh : l'oncle Bernie
- 2006-2007 : Les Copains de la forêt : le vieux chêne
- 2006-2007 : D.Gray-man : le comte Millenaire

## Publication
- Une tranche de « Zygo », auto-biographie, éditions Rossel (Belgique)